# Parancyla
Parancyla là một chi bướm đêm thuộc họ Crambidae.